# Lijst van voetbalinterlands Colombia - Schotland
Deze lijst van voetbalinterlands is een overzicht van alle officiële voetbalwedstrijden tussen de nationale teams van Colombia en Schotland. De landen speelden tot op heden drie keer tegen elkaar. De eerste ontmoeting, een vriendschappelijke wedstrijd, werd gespeeld in Glasgow op 17 mei 1988. Het laatste duel, eveneens een vriendschappelijke wedstrijd, vond plaats op 23 mei 1998 in East Rutherford (Verenigde Staten).

## Wedstrijden
| № | Plaats          | Datum       | Competitie        | Wedstrijd            | Uitslag |
| - | --------------- | ----------- | ----------------- | -------------------- | ------- |
| 1 | Glasgow         | 17 mei 1988 | Vriendschappelijk | Schotland – Colombia | 0 – 0   |
| 2 | Miami           | 29 mei 1996 | Vriendschappelijk | Colombia – Schotland | 1 – 0   |
| 3 | East Rutherford | 23 mei 1998 | Vriendschappelijk | Colombia – Schotland | 2 – 2   |

## Samenvatting
| Competitie        | Totaal gespeeld | Winst Colombia | Gelijk | Winst Schotland | Doelsaldo Colombia – Schotland |
| ----------------- | --------------- | -------------- | ------ | --------------- | ------------------------------ |
| Vriendschappelijk | 3               | 1              | 2      | 0               | 3 − 2                          |
| Totaal            | 3               | 1              | 2      | 0               | 3 − 2                          |

Wedstrijden bepaald door strafschoppen worden, in lijn met de FIFA, als een gelijkspel gerekend.

## Details

### Eerste ontmoeting
| Vriendschappelijk (Glasgow, Verenigd Koninkrijk, 17 mei 1988):                                                                                               |              | |
| Schotland | 0 – 0        | Colombia |
| | goals        | |
| Andy Roxburgh | bondscoach   | Francisco Maturana |
| Jim Leighton Richard Gough Steve Nicol Roy Aitken Alex McLeish Willie Miller Kevin Gallacher 67' Paul McStay Murdo MacLeod 58' Ally McCoist Maurice Johnston | opstellingen | René Higuita Luis Fernando Herrera Luis Carlos Perea Andrés Escobar Carlos Hoyos Bernardo Redín Leonel Álvarez Alexis García Carlos Valderrama Arnoldo Iguarán 68' John Jairo Tréllez |
| Derek Ferguson 58' Andy Walker 67' | wissels      | 68' Jaime Arango |
| - Debuut van Kevin Gallacher en Andy Walker voor Schotland. - Debuut van aanvaller Jaime Arango voor Colombia.                                               |              | |

### Tweede ontmoeting
| Vriendschappelijk (Miami, Verenigde Staten, 19 mei 1996): |              | |
| Colombia | 1 – 0        | Schotland |
| Faustino Asprilla 82' | goals        | |
| Hernán Darío Gómez | bondscoach   | Craig Brown |
| Faryd Mondragón Jorge Bermúdez Luis Antonio Moreno Nestor Ortíz 46' Giovanni Cassiani 46' Freddy Rincón Andres Estrada Mauricio Serna Edison Mafla 46' Adolfo Valencia 46' Iván Valenciano 46' | opstellingen | Andy Goram Tommy Boyd Colin Calderwood 46' Colin Hendry Stewart McKimmie Tosh McKinley John Collins Gary McAllister Stuart McCall 61' Ally McCoist 70' John Spencer |
| Luis Fernando Herrera 46' Alexis Mendoza 46' Leonel Álvarez 46' Carlos Valderrama 46' Faustino Asprilla 46' Victor Aristizabal 46'                                                             | wissels      | 46' Craig Burley 61' Kevin Gallacher 70' Eoin Jess |

### Derde ontmoeting
| Vriendschappelijk (East Rutherford, Verenigde Staten, 23 mei 1998): |              | |
| Colombia | 2 – 2        | Schotland |
| Carlos Valderrama 22' (pen.) Freddy Rincón 79' | goals        | 25' John Collins 33' Craig Burley |
| Hernán Darío Gómez | bondscoach   | Craig Brown |
| Miguel Ángel Calero José Fernando Santa Jorge Bermúdez Iván Córdoba Wilmer Cabrera Mauricio Serna Harold Lozano Freddy Rincón Carlos Valderrama Adolfo Valencia Faustino Asprilla | opstellingen | Neil Sullivan 71' Jackie McNamara Colin Calderwood Colin Hendry Tommy Boyd Christian Dailly Craig Burley Paul Lambert John Collins 61' Gordon Durie 46' Darren Jackson |
| | wissels      | 46' Scott Booth 61' Simon Donnelly 71' Tosh McKinlay |
| Harold Lozano ??' | gele kaarten | |

Colfútbol · A-internationals · Selecties · Statistieken · Bondscoaches · Colombiaans vrouwenelftal · Olympisch elftal · Colombia U20 · Colombia U17
1938 – 1949 ·
1950 – 1959 ·
1960 – 1969 ·
1970 – 1979 ·
1980 – 1989 ·
1990 – 1999 ·
2000 – 2009 ·
2010 – 2019 ·
2020 – 2029
WK 1962 · 
WK 1990 · 
WK 1994 · 
WK 1998 · 
WK 2014 · 
WK 2018
OS 1968 · 
OS 1972 · 
OS 1980 · 
OS 1992 · 
OS 2016
1938 · 
1939 · 1940 · 1941 · 1942 · 1943 · 1944 · 
1946 · 
1947 · 
1948 · 
1949 · 
1950 · 1951 · 1952 · 1953 · 1954 · 1955 · 1956 · 
1957 · 
1958 · 1959 · 1960 · 
1961 · 
1962 · 
1963 · 
1964 · 
1965 · 
1966 · 
1967 · 
1968 · 
1969 · 
1970 · 
1971 · 
1972 · 
1973 · 
1974 · 
1975 · 
1976 · 
1977 · 
1978 · 
1979 · 
1980 · 
1981 · 
1982 · 
1983 · 
1984 · 
1985 · 
1986 · 
1987 · 
1988 · 
1989 · 
1990 ·
1991 · 
1992 · 
1993 · 
1994 · 
1995 · 
1996 · 
1997 · 
1998 · 
1999 · 
2000 · 
2001 · 
2002 · 
2003 · 
2004 · 
2005 · 
2006 · 
2007 · 
2008 · 
2009 · 
2010 · 
2011 · 
2012 · 
2013 · 
2014 · 
2015 · 
2016 · 
2017 ·
2018 ·
2019 ·
2020 ·
2021
Algerije ·
Argentinië ·
Australië ·
Bahrein ·
België ·
Bolivia · 
Brazilië ·
Canada ·
Chili ·
China · 
Costa Rica ·
Cuba ·
DDR ·
Duitsland ·
Ecuador ·
Egypte ·
El Salvador ·
Engeland ·
Finland ·
Frankrijk ·
Griekenland ·
Guatemala · 
Haïti ·
Honduras ·
Hongarije ·
Hongkong ·
Ierland ·
Irak ·
Israël ·
Ivoorkust ·
Jamaica ·
Japan ·
Joegoslavië ·
Jordanië ·
Kameroen ·
Koeweit · 
Liberia · 
Marokko ·
Mexico ·
Montenegro ·
Nederland ·
Nederlandse Antillen ·
Nicaragua ·
Nieuw-Zeeland · 
Nigeria ·
Noord-Ierland ·
Noorwegen ·
Panama ·
Paraguay ·
Peru ·
Polen ·
Puerto Rico ·
Qatar ·
Roemenië ·
Saoedi-Arabië ·
Schotland ·
Senegal ·
Servië ·
Slovenië ·
Slowakije ·
Sovjet-Unie ·
Spanje ·
Trinidad en Tobago ·
Tsjecho-Slowakije ·
Tunesië · 
Turkije · 
Uruguay ·
Venezuela ·
Verenigde Arabische Emiraten · 
Verenigde Staten ·
Zuid-Afrika ·
Zuid-Korea ·
Zweden ·
Zwitserland
Brazilië (2014) ·
Engeland (2018) ·
Griekenland (2014) ·
Ivoorkust (2014) ·
Japan (2014) ·
Japan (2018) ·
Polen (2018) ·
Senegal (2018) ·
Uruguay (2014)
SFA · A-internationals · Selecties · Bondscoaches · Statistieken · Schots vrouwenelftal · Brits olympisch elftal · Schotland U21 · Schotland U20 · Schotland U19 · Schotland U18 · Schotland U17 · Schotland U16 · Vrouwen U17
1872 – 1899 ·
1900 – 1919 ·
1920 – 1929 ·
1930 – 1939 ·
1940 – 1949 ·
1950 – 1959 ·
1960 – 1969 ·
1970 – 1979 ·
1980 – 1989 ·
1990 – 1999 ·
2000 – 2009 ·
2010 – 2019 ·
2020 − 2029
EK's: 1992 ·
1996 ·
2020 ·
2024
WK's: 1954 ·
1958 ·
1974 ·
1978 ·
1982 ·
1986 ·
1990 ·
1998
1872 ·
1873 ·
1874 ·
1875 ·
1876 ·
1877 ·
1878 ·
1878 ·
1879 ·
1880 ·
1881 ·
1882 ·
1883 ·
1884 ·
1885 ·
1886 ·
1887 ·
1888 ·
1889 ·
1890 ·
1891 ·
1892 ·
1893 ·
1894 ·
1895 ·
1896 ·
1897 ·
1898 ·
1899 ·
1900 ·
1901 ·
1902 ·
1903 ·
1904 ·
1905 ·
1906 ·
1907 ·
1908 ·
1909 ·
1910 ·
1911 ·
1912 ·
1913 ·
1914 ·
1915–1919 ·
1920 ·
1921 ·
1922 ·
1923 ·
1924 ·
1925 ·
1926 ·
1927 ·
1928 ·
1929 ·
1930 ·
1931 ·
1932 ·
1933 ·
1934 ·
1935 ·
1936 ·
1937 ·
1938 ·
1939 ·
1940–1945 ·
1946 ·
1947 ·
1948 ·
1949 ·
1950 ·
1951 ·
1952 ·
1953 ·
1954 ·
1955 ·
1956 ·
1957 ·
1958 ·
1959 ·
1960 ·
1960 ·
1961 ·
1962 ·
1963 ·
1964 ·
1965 ·
1966 ·
1967 ·
1968 ·
1969 ·
1970 ·
1971 ·
1972 ·
1973 ·
1974 ·
1975 ·
1976 ·
1977 ·
1978 ·
1979 ·
1980 ·
1981 ·
1982 ·
1983 ·
1984 ·
1985 ·
1986 ·
1987 ·
1988 ·
1989 ·
1990 ·
1991 ·
1992 ·
1993 ·
1994 ·
1995 ·
1996 ·
1997 ·
1998 ·
1999 ·
2000 ·
2001 ·
2002 ·
2003 ·
2004 ·
2005 ·
2006 ·
2007 ·
2008 ·
2009 ·
2010 ·
2011 ·
2012 ·
2013 ·
2014 · 
2015 · 
2016 · 
2017 ·
2018 ·
2019 ·
2020 ·
2021 ·
2022
Albanië ·
Argentinië · 
Armenië ·
Australië ·
België ·
Bosnië en Herzegovina ·
Brazilië ·
Bulgarije ·
Canada ·
Chili ·
Colombia ·
Congo-Kinshasa ·
Costa Rica ·
Cyprus ·
DDR ·
Denemarken ·
Duitsland ·
Ecuador ·
Egypte ·
Engeland ·
Estland ·
Faeröer ·
Finland ·
Frankrijk ·
Georgië ·
Gibraltar · 
GOS ·
Griekenland ·
Hongarije ·
Ierland ·
IJsland ·
Iran ·
Israël ·
Italië ·
Japan ·
Joegoslavië ·
Kazachstan ·
Kroatië ·
Letland ·
Liechtenstein ·
Litouwen ·
Luxemburg ·
Malta ·
Marokko ·
Mexico ·
Moldavië ·
Nederland ·
Nieuw-Zeeland ·
Nigeria · 
Noord-Ierland ·
Noord-Macedonië ·
Noorwegen ·
Oekraïne ·
Oostenrijk ·
Paraguay ·
Peru ·
Polen ·
Portugal ·
Qatar ·
Roemenië ·
Rusland ·
San Marino ·
Saoedi-Arabië ·
Servië ·
Slovenië ·
Slowakije · 
Sovjet-Unie ·
Spanje ·
Trinidad en Tobago · 
Tsjechië ·
Tsjecho-Slowakije ·
Turkije · 
Uruguay ·
Verenigde Staten ·
Wales ·
Wit-Rusland ·
Zuid-Afrika ·
Zuid-Korea ·
Zweden ·
Zwitserland
Engeland (2021) · 
Kroatië (2021) · 
Nieuw-Zeeland (1982) · 
Tsjechië (2021)